# Ergalatax martensi
Ergalatax martensi is een slakkensoort uit de familie van de Muricidae. De wetenschappelijke naam van de soort is voor het eerst geldig gepubliceerd in 1892 door Schepman.